# Pîlîpî, Moghilău
Pîlîpî (în ucraineană Пилипи) este localitatea de reședință a comunei Pîlîpî din raionul Moghilău, regiunea Vinnița, Ucraina.

## Demografie
Componența lingvistică a localității Pîlîpî
     Ucraineană (99,39%)
     Alte limbi (0,61%)
Conform recensământului din 2001, majoritatea populației localității Pîlîpî era vorbitoare de ucraineană (99,39%), existând în minoritate și vorbitori de alte limbi.